# Circondario di Piombino
Il circondario di Piombino era uno dei circondari in cui era suddivisa la provincia di Livorno.

## Storia
Il circondario venne istituito nel 1925 in seguito al trasferimento di alcuni comuni, fra cui Piombino, dalla provincia di Pisa (all'interno della quale appartenevano al circondario di Volterra) a quella di Livorno.
Il circondario di Piombino ebbe un'esistenza effimera: nel 1927 il riordino delle circoscrizioni provinciali comportò la soppressione di tutti i circondari italiani.

## Comuni
Il circondario di Piombino comprendeva i comuni di Bibbona, Campiglia Marittima, Castagneto Carducci, Cecina, Piombino, Sassetta e Suvereto.